# Philipotabanus nigrinubilus
Philipotabanus nigrinubilus är en tvåvingeart som först beskrevs av David Fairchild 1953.  Philipotabanus nigrinubilus ingår i släktet Philipotabanus och familjen bromsar. Inga underarter finns listade i Catalogue of Life.